# Послеродовой психоз
Послеродово́й психо́з — редкое расстройство психики, возникающее обычно в первые 2—4 недели после родов. При своевременной диагностике и быстром начале терапии женщина может выйти из этого быстро развивающегося состояния уже через несколько недель, а при запоздалом диагнозе выздоровление может затянуться на месяцы. Зачастую женщина, страдающая от послеродового психоза, не осознаёт своего болезненного состояния.
В ходе крупного анализа данных, частота госпитализаций с психозом в первые 90 дней после родов была оценена в 1.2 случая на тысячу рожениц, с пиком заболеваемости в первый месяц, при этом лишь половина заболевших ранее проходила лечение в психиатрических заведениях.
Неясно, что именно провоцирует послеродовые психозы. Наиболее очевидная гипотеза связывает их с гормональными изменениями, в частности, падением уровня эстрогенов. Известно, что заместительная терапия эстрогеном рассматривается в качестве добавочной терапии шизофрении, с противоречивыми результатами. Небольшое исследование (29 беременных женщин, без плацебо-контроля), имеющих психиатрические диагнозы, не выявило значительной эффективности эстрогена в предотвращении послеродового психоза.

## История
Первая книга, посвящённая послеродовым психическим расстройствам, «Traité de la folie des femmes» (с фр. — «Трактат о женском безумии»), составленная Луи Виктором Марсе, была напечатана в 1858 году. Она содержала описания 310 случаев.